# روميو وجولييت: مختوم بقبلة
روميو وجولييت: مختوم بقبلة (بالإنجليزية: Romeo & Juliet: Sealed with a Kiss)‏ هو فيلم رسوم متحركة أمريكي صدر في 27 أكتوبر 2006 ، من إخراج فيل نيبلينك.

## طاقم العمل
- دانيال تريبيت بدور روميو[4][5]
- باتريشيا تريبيت بدور جولييت[4][5]
- تشيب ألبرز بدور ميركوتيو[4][5]
- سام جولد بدور بينفوليو[4][5]
- مايكل تولاند بدور الراهب لورانس[4][5]
- فيل نيبلينك بدور برنس[4][5]
- شانيل نيبلينك بدور كيسي[4][5]
- ستيف غولدبرغ بدور مونتاج[4][5]

## الميزانية والإيرادات
بلغت تكلفة إنتاج الفيلم حوالي 2 مليون دولار بينما حقق أرباحاً تقدر بـ 463,002 دولار.

## وصلات خارجية
- روميو وجولييت: مختوم بقبلة على موقع IMDb (الإنجليزية)
- روميو وجولييت: مختوم بقبلة على موقع ميتاكريتيك (الإنجليزية)
- روميو وجولييت: مختوم بقبلة على موقع روتن توميتوز (الإنجليزية)
- روميو وجولييت: مختوم بقبلة على موقع Turner Classic Movies (الإنجليزية)
- روميو وجولييت: مختوم بقبلة على موقع أول موفي (الإنجليزية)
- روميو وجولييت: مختوم بقبلة على موقع بوكس أوفيس موجو (الإنجليزية)
- روميو وجولييت: مختوم بقبلة على موقع فيلمافينيتي (الإسبانية)
- روميو وجولييت: مختوم بقبلة على موقع قاعدة بيانات الفيلم (الإنجليزية)
- روميو وجولييت: مختوم بقبلة على موقع ليتربوكسد (الإنجليزية)
- روميو وجولييت: مختوم بقبلة على موقع كينوبويسك (الروسية)